# Веслі Рагглз
Веслі Рагглз (англ. Wesley Ruggles; 11 червня 1889 — 8 січня 1972) — американський режисер.

## Біографія
Веслі Рагглз народився в Лос-Анджелесі (Каліфорнія), молодший брат актора Чарльза Рагглза. Почав свою кар'єру актора німого кіно в 1915 році, з'явившись у декількох десятках німих фільмів, у тому числі в декількох фільмах за участю Чарлі Чапліна («Потрійна неприємність», «За екраном», «Позикова каса», «Контролер універмагу»). З 1917 року почав займатися режисурою. Веслі поставив близько 50 фільмів, у тому числі одну з кіноверсій романа Едіт Вортон «Епоха невинності», більшість з яких не привернули уваги публіки і критиків. У 1931 році поставив фільм «Сімаррон», адаптацію роману Едни Фербер про життя американських поселенців в преріях Оклахоми, який став першим вестерном, що виграв премію Американської кіноакадемії за найкращий фільм. Хоча він частково розвинув свій успіх, знявши легку комедію «Складний чоловік» (1932) з Кларком Гейблом і Керол Ломбард в головних ролях, комедію «Я не ангел» (1933) з Мей Вест і Кері Грантом у головних ролях, «Школа гумору» (1933) з Бінгом Кросбі і «Балеро» (1934) з Джорджем Плотом і Керол Ломбард, наступні фільми були менш вдалими, за винятком фільму «Аризона» (1940). Його кар'єра йшла на спад, коли він у 1946 році уклав контракт з кінокомпанією «Rank Organisation», для якої поставив і спродюсував за власним сценарієм фільм «Місто Лондон» (1941) з участю акторів Сіда Філда і Петули Кларк. Фільм став першим британським музичним фільмом у системі Technicolor, проте викликав шквал критики й зазнав провалу в прокаті. Це була остання робота Веслі Рагглза в кіно. Режисер помер в 1972 році в Санта-Моніці, похований на цвинтарі Форест-Лаун, Гліндейл, Каліфорнія. Має зірку на Голлівудській алеї слави.

## Вибрана фільмографія
- 1915 — Зашанхаєнний / Shanghaied — судновласник
- 1915 — Підводний пірат / A Submarine Pirate — спільник винахідника
- 1916 — Поліція / Police — злодій
- 1918 — Потрійна неприємність / Triple Trouble — злодій
- 1921 — Невідкриті моря / Uncharted Seas
- 1922 — Дикий мед / Wild Honey
- 1929 — Ув'язнений / Condemned
- 1931 — Сімаррон / Cimarron